# 280er
Portal Geschichte | Portal Biografien | Aktuelle Ereignisse | Jahreskalender | Tagesartikel

◄ |
2. Jh. |
3. Jahrhundert
| 4. Jh. | ►

◄ |
250er |
260er |
270er |
280er
| 290er | 300er | 310er | ►

280 |
281 |
282 |
283 |
284 |
285 |
286 |
287 |
288 |
289

## Ereignisse
- 280: Das Kaiserreich Wu in China wird von der Jin-Dynastie erobert.
- 284: Diokletian wird römischer Kaiser. Ende der Zeit der Soldatenkaiser und der Reichskrise des 3. Jahrhunderts.